# ダーレン・ネスビット
ダーレン・ネスビット （Derren Nesbitt, 1935年6月19日 - ）はイギリスの俳優。文献によってはデレン・ネスビットとも表記される。

## 人物
1968年に公開された映画『荒鷲の要塞』でゲシュタポ将校のフォン・ハッペン少佐を演じた事で広く知られるようになった。
また1975年の映画『The Amorous Milkman』では原案・監督もこなしている。

## 出演作品

### 映画
- 潜航雷撃隊 - The Silent Enemy (1958)
- SOSタイタニック/忘れえぬ夜 - A Night to Remember (1958)
- 海獣ビヒモス - Behemoth the Sea Monster (1959)
- シャーウッドの剣 - Sword of Sherwood Forest (1960)
- モール・フランダースの愛の冒険 - The Amorous Adventures of Moll Flanders (1965)
- ブルー・マックス - The Blue Max (1966) - ファビアン
- 裸のランナー - The Naked Runner (1967)
- 群衆の中の殺し屋 - Nobody Runs Forever (1968)
- 荒鷲の要塞 - Where Eagles Dare (1968) - フォン・ハッペン少佐
- 国際殺人局K/ナンバーのない男 - Innocent Bystanders (1972) - アンドリュー・ロイス
- レン・デイトンのスパイ・ストーリー - Spy Story (1976)
- ナチ・ハンター / アイヒマンを追え - The House on Garibaldi Street (1979)
- 熱砂の死闘 - The Guns and the Fury (1981)
- ダブルチェイス / 俺たちは007じゃない - Bullseye! (1990)
- フェイタル・スカイ - Fatal Sky (1990) - アーサー・コルビン
- ダイヤモンド・ラッシュ - Flawless (2007) - シンクレア
- ホットポテト - The Hot Potato (2011) - フリッツ・マイヤー

### テレビドラマ
- 自由の剣 - Sword of Freedom (1957)
- ウィリアム・テル - The Adventures of William Tell (1958) - フレデリック大尉
- 秘密命令 - Danger Man (1960)
- ドクター・フー - Doctor Who (1963)
- 非情の街 - Gideon's Way (1964)
- プリズナーNo.6 - The Prisoner (1967) - No.2
- 探偵ストレンジ - Strange Report (1968)
- ロンドン警視庁特捜部 - Special Branch (1969) - ジョーダン主任警視
- 謎の円盤UFO - UFO (1971) - クレイグ・コリンズ大佐
- プロテクター電光石火 - The Protectors (1972)
- テンプラーの華麗な冒険 - Return of the Saint (1978)
- シャーロックホームズとドクターワトソン - Sherlock Holmes and Doctor Watson (1980)
- ヘイルとペース - Hale and Pace (1993)